# Moellerella
Genre
Moellerella est un genre de bacilles Gram négatifs (BGN) de la famille des Morganellaceae. Son nom fait référence au bactériologiste danois Vagn Møller (aussi orthographié « Moeller ») en reconnaissance de ses travaux concernant les bactéries entériques, notamment la mise au point du milieu Moeller qui sert à la recherche des décarboxylases bactériennes.
En 2022 c'est un genre monospécifique, la seule espèce connue Moellerella wisconsensis étant également l'espèce type du genre.